# Риццо, Франческо
Франческо Риццо (итал. Francesco Rizzo; 30 мая 1943, Ровито, Калабрия — 17 июля 2022) — итальянский футболист, полузащитник.
Прежде всего известен по выступлениям за клубы «Дженоа», а также национальную сборную Италии.

## Карьера

#### Клубная
Воспитанник футбольной школы клуба «Козенца». Профессиональную футбольную карьеру начал в 1960 году в основной команде этого же клуба, проведя там один сезон, приняв участие в 23 матчах чемпионата.
Впоследствии с 1961 по 1974 год играл в составе таких команд как «Алессандрия», «Кальяри», «Фиорентина», «Болонья», «Катандзаро», в составе «фиалок» завоевал титул чемпиона Италии.
В 1974 году перешёл в клуб «Дженоа», за который отыграл 5 сезонов. Большинство времени, проведенного в составе «Дженоа», был основным игроком команды. Завершил профессиональную карьеру футболиста в 1979 году.

#### Международная
В 1966 году дебютировал в официальных матчах в составе национальной сборной Италии. На протяжении карьеры в национальной команде, которая длилась всего 1 год, в форме главной команды страны провел 2 матча, забив 2 гола.
В составе сборной был участником чемпионата мира 1966 года в Англии.

## Достижения
- Чемпион Италии (1): 1968/1969
- Лучший бомбардир Кубка Италии (1) : 1964/1965 (3)